# Мінералогічний словник Крівовичева
Мінералогічний словник Крівовичева — спеціалізований словник, що містить понад 12000 словарних статей (назв мінеральних видів) станом на кінець 2008 року. Словник також містить загально- та маловживані, помилкові, застарілі і зайві мінералогічні терміни. Тип словника — двомовний (російсько-англійський) з коротким довідковим матеріалом для кожного мінерального виду (хімічна формула і сингонія) та посиланнями на літературні дерела. В кінці книги поданий алфавітний англо-російський вказівник назв мінералів. Книга призначена мінералогам, геохімікам, матеріалознавцям, співробітникам галузевих редакцій видавництв і журналів.
Автор словника — завідувач кафедри мінералогії геологічного факультету СПбУ професор, доктор геол.-мін. наук Володимир Герасимович Крівовичев. Він з 1972 року є членом російської Комісії по новим мінералам.
Видання здійснене за підтримки Російського фонду фундаментальних досліджень за проектом № 08-5-7050-д «Віртуальний світ мінералів». Наукова робота по підготовці словника виконана в рамках програми Міністерства освіти і науки Російської Федерації «Розвиток наукового потенціалу вищої школи (2006—2008)» за напрямком 2.2.1.2 Розвиток інфраструктури информаційно-аналітичного забезпечення наукових досліджень вищої школи (прикладні дослідження).
Словник включає такі розділи: передмову наукового редактора, вступ, список основних скорочень, список абревіатур бібліографічних джерел, власне словник, список іншомовних назв мінералів, основна використана література (80 джерел).